# Nostra Signora de Lo Vásquez

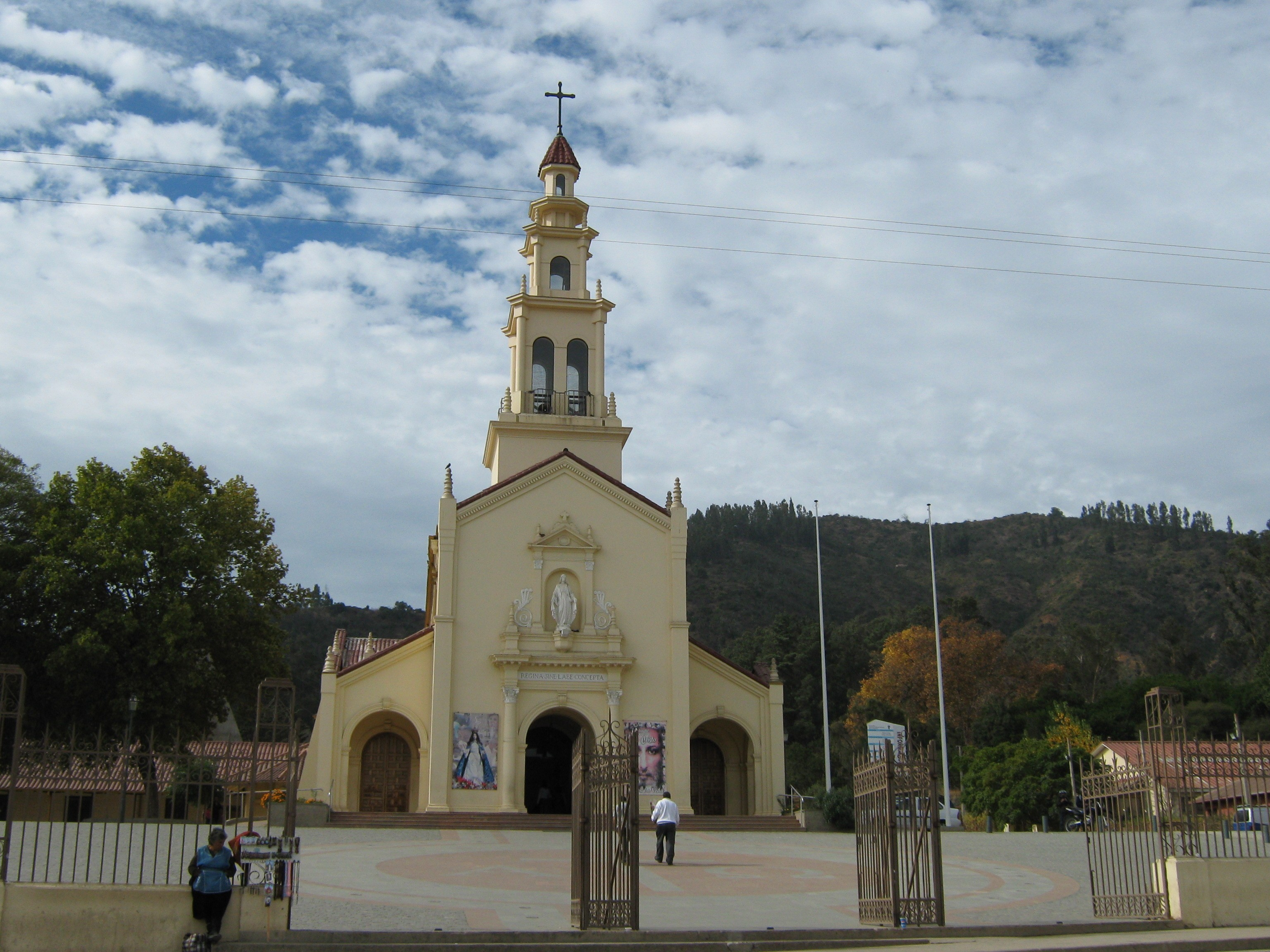

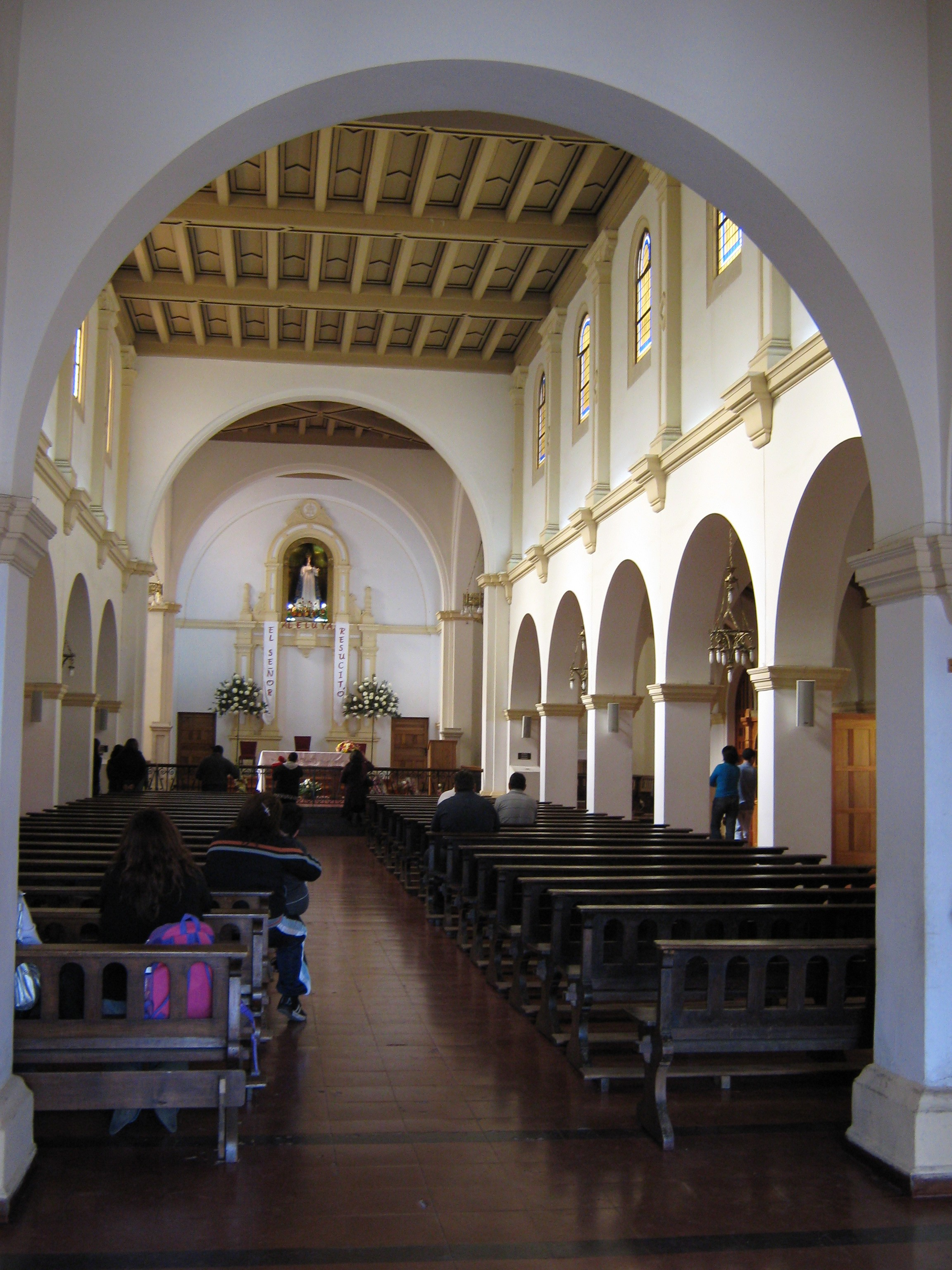
Interno

Nostra Signora de Lo Vásquez è un santuario mariano a circa 32 kilometri al sud-est di Valparaíso. 

## Storia

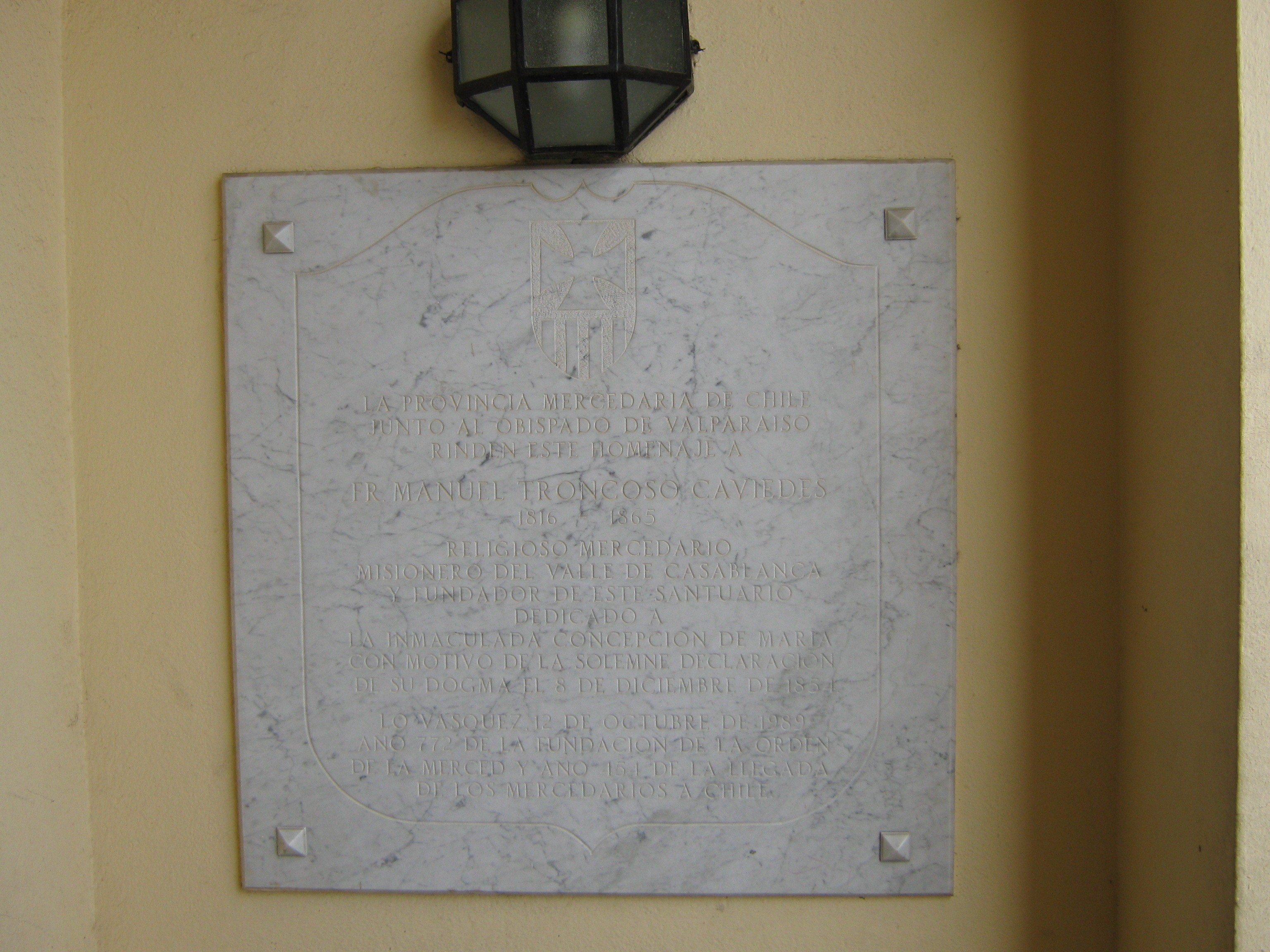

L'origine di questo santuario risale al XIX secolo, quando un abitante di Casablanca collocò l'immagine della Madonna di Lourdes nel cortile di casa per essere venerata dalla popolazione locale.
Successivamente fu costruita una cappella per la Madonna che divenne poi il santuario di Nostra Signora de Lo Vásquez, meta di migliaia di pellegrini durante tutto l'anno. La festa si celebra l'8 dicembre, giorno dell'Immacolata Concezione.